# آیین
آیین‌ها کارهای نمادین، متعارف و مرسومی می‌باشند که در جامعه‌های انسانی برای بهره گرفتن از نیروهای فراطبیعی انجام می‌شوند.
رهبری و اجرای آیین‌ها می‌تواند به دست افراد خاص آن جامعه (مانند کاهنان، غیب‌گویان، جادوگران و ساحران و شمن‌ها) انجام شود یا افراد عادی نیز آن را انجام دهند. به‌طور مثال در حلقه فراهان رهبری مراسم آیینی بر عهده شعبده چیان است. همچنین ممکن است آئین‌ها به‌طور آشکار یا در خفا انجام شوند.

## رفتارهای آیینی برای جلوگیری از خطر
مناسک می‌تواند به افراد کمک کند تا بر انواع دیگر ترس و اضطراب غلبه کنند. روان‌شناس فرهنگی، میشل جی. گلفاند می‌گوید ، «در مناطقی که بلایای طبیعی و بیماری رایج است و خطر خشونت و بیماری زیاد است، جوامع تمایل دارند مقیدتر شوند، به این معنی که هنجارهای اجتماعی قوی‌تر و تحمل کمتری برای رفتار انحرافی دارند.  آنها همچنین تمایل بیشتری به مذهبی بودن دارند و اولویت بالایی برای رفتارهای مناسکی قائل هستند. وقتی همه ما به‌طور همزمان حرکت می‌کنیم، یا همان اعمال را به روشی قابل پیش‌بینی انجام می‌دهیم، همان‌طور که مناسک اغلب نیاز دارند، می‌تواند یک حس اطمینان بخشی از با هم بودن ایجاد کند  و در مواجهه با خطر، همکاری گروهی ممکن است موضوع مرگ و زندگی باشد.»  انسان‌شناس هلندی، کارل ون شایک معتقد است که بسیاری از آیین‌های اجتماعی از زمانی که انسان‌ها زندگی در گروه‌های بزرگ‌تری را آغاز کردند، به‌ویژه پس از آن‌که کشاورزی باعث شد جمعیت‌های بزرگ‌تری در یک مکان زندگی کنند، سرچشمه گرفته‌اند. او می‌گوید: «این تصمیم سرنوشت‌ساز انسان‌ها را در معرض انواع خشونت‌ها، فاجعه‌ها و بیماری‌ها قرار داد، از درگیری‌های درون گروهی گرفته تا جنگ بین گروه‌ها تا بیماری‌های عفونی که می‌توانست به سرعت در تمام روستاها گسترش یابد. انسان تمایل داشت هر بدشانسی را به‌عنوان کاری تعبیر کند که یک روح، یک شیطان یا خدا در رابطه با او انجام می‌دهد، شاید به این دلیل که رفتار ما آنها را ناراحت و ناراضی می‌کند؛ بنابراین انسان سعی کرد راهی برای انجام کارهایی پیدا کند که از تکرار چنین بلایایی جلوگیری کند.» کریستین لگار، دانشمند شناختی از دانشگاه تگزاس، ۲۶۹ آیین مرتبط با بارداری و تولد را مستند کرده است. او می‌گوید: «بیشتر آنها تلاش‌هایی برای اجتناب از پیامدهای منفی هستند.»
ادبیات و اشعار آیینی، در طول تاریخ بخش مهمی از آیین‌ها بوده است. سید محمد امین کشکولی، که به دستور شیخ فراهان از ورود به مراسم سماع منع شده بود، در قرن نهم هجری سروده است:
«در حلقه فراهان مارا گذر ندادند، گر تو نمی‌پسندی تغییر ده قضا را»
و همچنین اسم محمد آیین اشاره به دین محمد پیامبر مسلمانان دارد و نام محمد آیین از نظر ایرانیان نامی بسیار خوش‌یمن به حساب می آید.